# Powiat Rycki
Der Powiat Rycki ist ein Powiat (Kreis) in der polnischen Woiwodschaft Lublin. Der Powiat hat eine Fläche von 615,54 km², auf der 59.000 Einwohner leben. Die Bevölkerungsdichte beträgt 99 Einwohner auf 1 km² (2004).

## Gemeinden
Der Powiat umfasst sechs Gemeinden, davon eine Stadtgemeinde, eine Stadt-und-Land-Gemeinde sowie vier Landgemeinden.

### Stadtgemeinde
- Dęblin

### Stadt-und-Land-Gemeinde
- Ryki

### Landgemeinden
- Kłoczew
- Nowodwór
- Stężyca
- Ułęż